# シェヘラザード (ラヴェル)
モーリス・ラヴェルの《シェヘラザード》（《シェエラザード》とも、仏語：Shéhérazade）には、1898年の演奏会用序曲と、1904年の管弦楽伴奏歌曲集の2つの作品がある。

## 序曲《シェヘラザード》
ラヴェルは1890年代に、『千一夜物語』に基づくメルヘン・オペラの作曲の構想を練っていたが、なかなか進展を見ぬままに1898年に、「おとぎ話への序曲《シェヘラザード》（Shéhérazade : Ouverture de Féérie）」を書き上げる。翌1899年5月27日の国民音楽協会の演奏会でラヴェル自身の指揮で初演されるが、酷評されてしまう。しかもラヴェル自身も、リムスキー＝コルサコフに影響されたオリエンタリズムやドビュッシーの全音音階が「ぎっしり詰め込まれている」のに嫌気がさして、「金輪際これらと縁を切る」ことにした。当然オペラは完成されなかった。
それからラヴェル生誕100周年の1975年に再発見され、出版されるまで、長年忘れられた存在となっていた。なお前年の1974年にはジャン・マルティノン指揮パリ管弦楽団がいち早く録音している。
まだパリ音楽院に在学中でガブリエル・フォーレに師事していた時期の作品であり、ロシア五人組の影響は明らかである。確かにその意味では学生時代の習作に過ぎないが、ソナタ形式による堅実な構成への好みや、色彩的で華麗な管弦楽法の手腕はすでに発揮されている。
シャルル・デュトワやヤン・パスカル・トルトゥリエらがデジタル方式で録音している。ピエール・ブーレーズはニューヨーク・フィルハーモニー管弦楽団在任中に、ステレオ方式の「ラヴェル管弦楽曲集」に収録したが、ドイツ・グラモフォンへの一連の再録音では取り上げていない。

## 歌曲集《シェヘラザード》
管弦楽伴奏歌曲集《シェヘラザード》は、ラヴェルの代表的な声楽曲の一つ。トリスタン・クリングゾール（Tristan Klingsor）の詩に曲付けされたソプラノ用の声楽曲で、長さのまちまちな以下の3曲から構成されている。
- 第1曲「アジア」 Asie
- 第2曲「魔法の笛」 La Flûte enchantée
- 第3曲「つれない人」 L'Indifférent

最も長い第1曲が、細部にわたって申し分のない筆致で進められている。ラヴェルの常として、熟練した管弦楽法が発揮されている。
1904年5月17日に、サル・デュ・ヌーヴォー・テアトルで行われた国民音楽協会の演奏会において、アルフレッド・コルトーの指揮とパリ・オペラ座の歌手ジャーヌ・アトー（Jeanne Hatto）によって初演が行われた。当時のフランス音楽界における保守派の代表者ヴァンサン・ダンディは、これまでのラヴェルの作品の中で最良のものと評価した。